# Rensselaer (Nowy Jork)
Rensselaer – miasto w Stanach Zjednoczonych, w stanie Nowy Jork, w hrabstwie Rensselaer.